# Arbelana ulmi
Arbelana ulmi (лат.) — род цикадок из подсемейства Typhlocybinae трибы Alebrini. Единственный представитель рода Arbelana. Встречается в Палеарктике. Эндемик Дальнего Востока России. Встречаются в Приморском крае.

## Описание
Цикадки длиной около 4 мм. Стройные, буроокрашенные. 1 вид. Первоначально в 1972 году российским энтомологом Георгием Александровичем Ануфриевым был описан род Arbela Anufriev, 1972 на основании типового вида Alebra ulmi  Anufriev, 1969. Но так как его имя оказалось преоккупировано таксоном Arbela  Stål, 1865, то в 1975 году его заменили на современное название Arbelana Anufriev, 1975.